# Kolumna Antonina Piusa
Kolumna Antonina Piusa (łac. Columna Antoniniana) – nieistniejący obecnie pomnik ku czci deifikowanego cesarza Antonina Piusa i jego żony Faustyny, stojący dawniej na Polu Marsowym w Rzymie.
Kolumna została wystawiona po śmierci cesarza w 161 roku przez jego następców, Marka Aureliusza i Lucjusza Werusa. Wykonana z czerwonego granitu sprowadzonego z Egiptu kolumna miała 14,75 m wysokości i 1,9 m średnicy. Posadowiono ją na marmurowej bazie o wysokości 2,47 m i szerokości 3,38 m. Szczyt kolumny wieńczył posąg cesarza.
Kolumna zniszczała w ciągu wieków, w okresie renesansu istniał już tylko wystający z ziemi około 6-metrowy fragment trzonu. W trakcie przeprowadzonych w 1703 roku prac wykopaliskowych odsłonięto bazę kolumny. Resztki trzonu z czasem rozsypały się, dzieła zniszczenia dopełnił pożar z 1759 roku. Ocalałą bazę kolumny przeniesiono w 1789 roku do Muzeów Watykańskich i poddano restauracji.
Boki znajdującej się obecnie w zbiorach Muzeów Watykańskich bazy kolumny zdobi inskrypcja dedykacyjna oraz trzy płaskorzeźby, przedstawiające apoteozę Antoninusa i Faustyny unoszonych w zaświaty przez boga Aiona oraz pogrzebowy kondukt żołnierzy (decursio funebris).